# DS (álbum)
~DS~ es el álbum debut del cantante y actor canadiense Drew Seeley, lanzado en el 2006 en los Estados Unidos, y relanzado en el 2007. El álbum fue lanzado sólo en línea.[cita requerida]

## Canciones
| #  | Título                                | Duración |
| -- | ------------------------------------- | -------- |
| 1  | "Caught Up"                           | 3:24     |
| 2  | "Wonderin'"                           | 3:34     |
| 3  | "Dance With Me" (con Belinda)         | 3:09     |
| 4  | "Get There"                           | 4:48     |
| 5  | "Back To The Days"                    | 4:14     |
| 6  | "You Don't Know How It Feels"         | 3:40     |
| 7  | "Hello and Goodbye"                   | 3:52     |
| 8  | "Don't Close Your Eyes"               | 3:33     |
| 9  | "I Won't Let Me Down"                 | 4:14     |
| 10 | "New Music"                           | 2:47     |
| 11 | "Shoulda"                             | 3:53     |
| 12 | "Join The Party"                      | 4:02     |
| 13 | "Rebound"                             | 4:56     |
| 14 | "Every Now And Then"                  | 4:06     |
| 15 | "Last Love Song" (Live) (Bonus Track) | 2:42     |
| 16 | "Want You In My Life" (Bonus Track)   | 4:06     |